# Donja Stubica
Donja Stubica je město v chorvatském Záhoří, zhruba 40 km severně od metropole Záhřebu. Administrativně spadá pod Krapinsko-zagorskou župu. V roce 2011 zde žilo celkem 2 200 obyvatel.
Město se rozkládá v údolí potoka Lampuš, na železniční trati Zabok–Gornja Stubica. Poprvé je Donja Stubica připomínána v roce 1209. Roku 1573 byla místem selských bouří, které vedl sedlák Matija Gubec. Od roku 1997 je oficiálně městem.